# Horiba
Horiba (堀場製作所, Horiba seisaku-sho) est une société japonaise de fabrication d'instruments de mesure et de matériel optique. Elle produit notamment des dispositifs de mesure et d'analyse des gaz, avec des applications dans les domaines environnemental et médical, ainsi que pour la recherche scientifique fondamentale.
L'entreprise opère sur 5 domaines d'activités :
Horiba Medical Diagnostic fabrication d'automates d'analyse sanguine et biochimique
Horiba Semiconductor fabrication de régulateurs de débit massiques et de moniteurs de concentration de solutions chimiques.
Horiba Automotive fabrication de systèmes d'essai de la chaîne cinématique, d'essai des moteurs et des freins
Horiba Environnement and Process fabrication d'analyseurs de gaz de combustion, d'appareils de mesures de qualité de l'eau et de pollution de l'air
Horiba Science fabrication de systèmes scientifiques de mesure de la distribution de la taille des particules et des analyseurs de métaux

## Historique

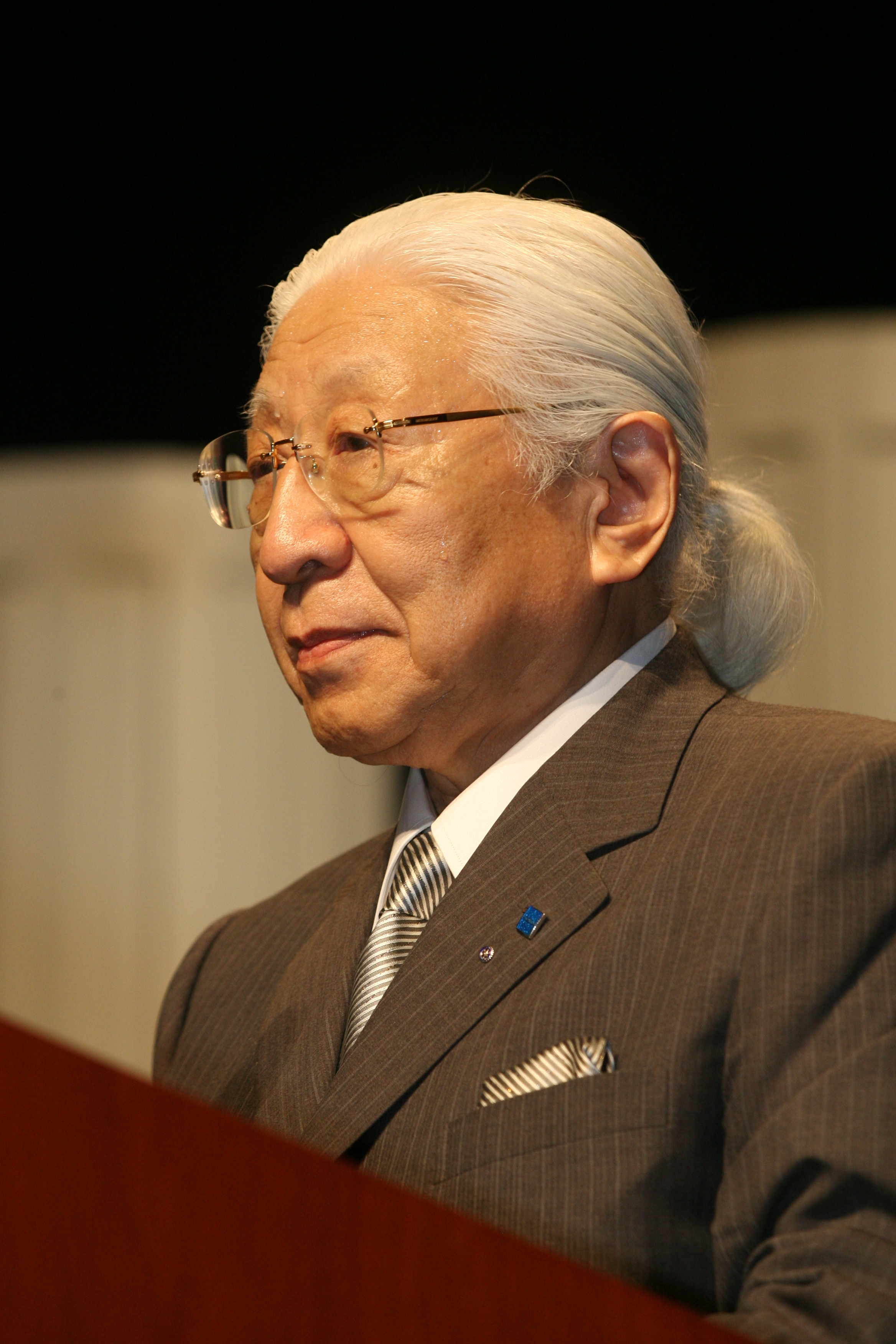
Masao Horiba

Horiba est fondé en 1945 par Masao Horiba, jeune diplômé en physique nucléaire de l'université de Kyoto. Cette création a pour but de poursuivre les recherches en physique nucléaire interrompues par la Seconde Guerre mondiale. L'entreprise s'est ensuite diversifiée. Au début des années 1950, elle entreprend la production en masse de pH-mètres. En 1953, Masao Horiba dépose les statuts de la société actuelle. En 1959, Hitachi entre au capital de Horiba et demeure l'un des principaux actionnaires jusqu'en 2002. Les deux entreprises conservent des liens importants.
En 1972, la société crée des filiales en Amérique et en Europe. En 1996 et 1997, Horiba fait l'acquisition de deux entreprises françaises : le fabricant d'appareils de mesure des cellules sanguines ABX (aujourd'hui nommé Horiba ABX SAS) en 1996 ; le fabricant d'instruments de mesure et d'optique Jobin-Yvon (devenu Horiba Jobin-Yvon) en 1997. En 2005, Horiba développe ses activités dans l'automobile en achetant l'entreprise allemande Schenck Development Test Systems, qui produit des instruments de test des moteurs, de la tenue de route et du freinage.

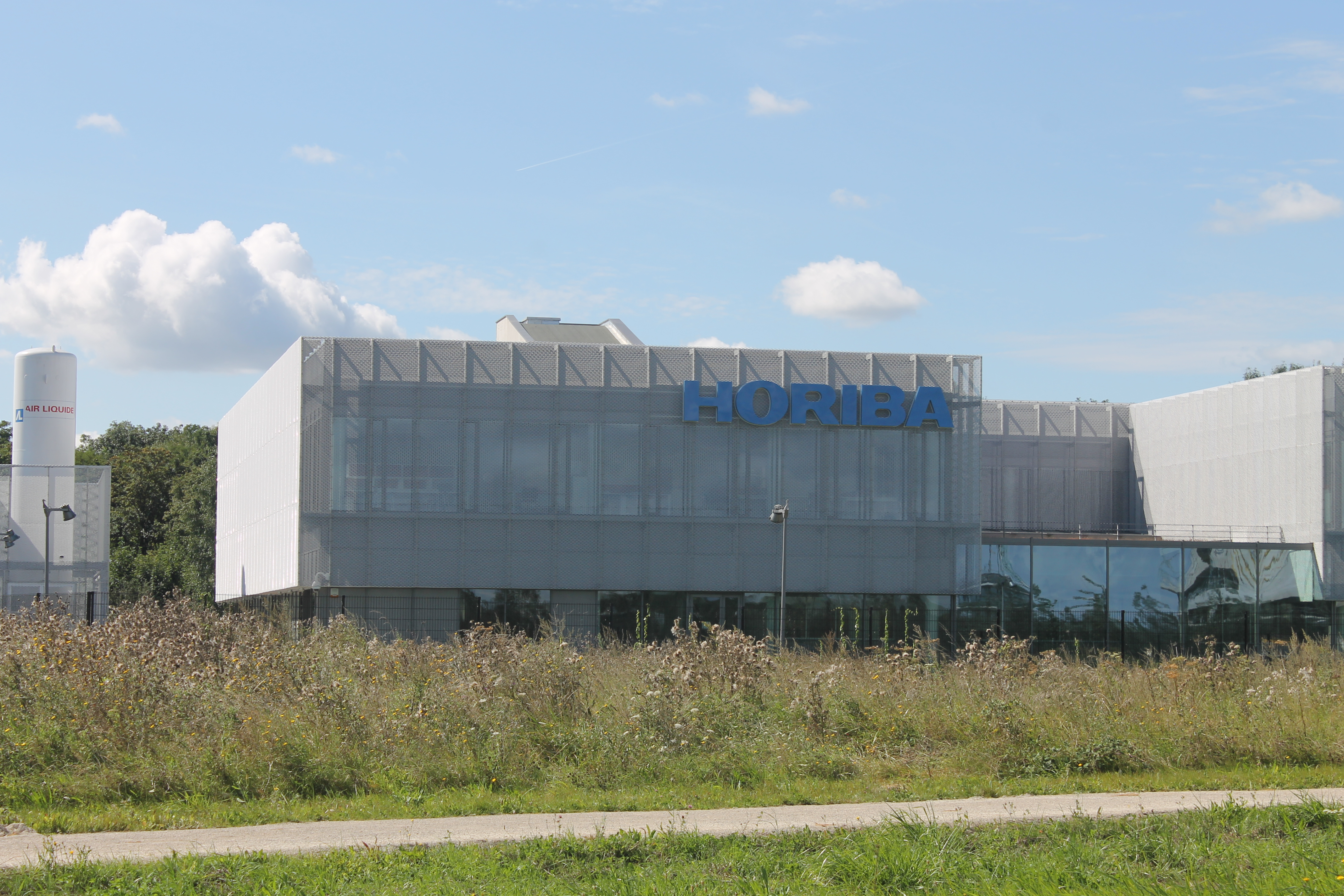
Le siège social européen et centre de R&D de Horiba, en août 2014 à Paris-Saclay (Palaiseau).

La même année, le groupe incorpore le Canadien Interautomation Group of Ontario, spécialiste des logiciels à destination de l'automobile. En 2014, il regroupe 42 entreprises présentes dans une quinzaine de pays. La diversification de ses activités et la création de filiales à l'étranger ont réduit la part de son chiffre d'affaires réalisé au Japon : les ventes domestiques sont passées de 62% en 1995 à 35% en 2008.

## Actionnaires
Au 11 mai 2020.
| Pictet Asset Management                                     | 5,21% |
| Nomura Asset Management                                     | 4,24% |
| National Mutual Insurance Fed. of Agricultural Cooperatives | 3,95% |
| Sumitomo Mitsui Trust Asset Management                      | 3,00% |
| The Vanguard Group                                          | 2,57% |
| Atsushi Horiba                                              | 2,45% |
| Kyoto Chuo Shinkin Bank                                     | 1,97% |
| The Bank of Kyoto                                           | 1,95% |
| Horiba Rakurakukai Business Association                     | 1,89% |
| Baillie Gifford                                             | 1,76% |

## Horiba France
La filiale française (837 150 366) est installée depuis janvier 1956 à Palaiseau et elle est dirigée par Laurent Fullana.
En 2012, Horiba installe son siège social européen et un centre de R&D dans le pôle scientifique et technologique Paris-Saclay, à proximité de l'École polytechnique, dans la commune de Palaiseau. Le bâtiment héberge également la direction commerciale française de la filiale Horiba Medical. En association avec d'autres industriels comme Total, Air liquide et EDF, Horiba participe à la création de l'Institut photovoltaïque d'Île-de-France sur le plateau de Saclay.

|                                        | 2016 | 2017 | 2018 | 2019 | 2020 | 2021 | 2022 | 2023 |
| -------------------------------------- | ---- | ---- | ---- | ---- | ---- | ---- | ---- | ---- |
| Chiffre d'affaires en millions d'euros | 74,6 | 87,9 | 97   | -    | 94,1 | 94.5 | 108  | 124  |
| Résultat net en millions d'euros       | 1,8  | 2,9  | 3,6  | -    | 4.64 | 2.4  | 6.68 | 6.18 |
| Effectif moyen annuel                  | 305  | 398  | 348  | -    | -    | 373  | -    | -    |